# Liste der Baudenkmale in Jatznick
In der Liste der Baudenkmale in Jatznick sind alle denkmalgeschützten Bauten der vorpommerschen Gemeinde Jatznick und ihrer Ortsteile aufgelistet. Grundlage ist die Veröffentlichung der Denkmalliste des Kreises Uecker-Randow mit dem Stand vom 1. Februar 1996. 

## Legende
In den Spalten befinden sich folgende Informationen:
- ID-Nr: Die Nummer wird von den Denkmalämtern der Landkreise vergeben. Wenn sie nicht bekannt ist, bleibt die Spalte leer. In dieser Spalte kann sich zusätzlich das Wort Wikidata befinden, der entsprechende Link führt zu Angaben zu diesem Denkmal bei Wikidata.
- Lage: die Adresse des Denkmales und die geographischen Koordinaten.
Link zu einem Kartenansichtstool, um Koordinaten zu setzen. In der Kartenansicht sind Denkmale ohne Koordinaten mit einem roten bzw. orangen Marker dargestellt und können in der Karte gesetzt werden. Denkmale ohne Bild sind mit einem blauen bzw. roten Marker gekennzeichnet, Denkmale mit Bild mit einem grünen bzw. orangen Marker.
- Bezeichnung: Bezeichnung, so wie sie in den offiziellen Listen der Denkmalämter steht. Ein Link hinter der Bezeichnung führt zum Wikipedia-Artikel über das Denkmal. Wenn die Bezeichnung der Denkmalämter inhaltlich fehlerhaft ist, ist in der Spalte „Beschreibung“ darauf hinzuweisen.
- Beschreibung: Beschreibung des Denkmales
- Bild: ein Bild des Denkmales und gegebenenfalls einen Link zu weiteren Fotos des Denkmals im Medienarchiv Wikimedia Commons

## Baudenkmale nach Ortsteilen

### Jatznick
| ID | Lage                              | Bezeichnung                                                                                             | Beschreibung | Bild                     |
| -- | --------------------------------- | --- | --- | ------------------------ |
|    | Am Bahnhof (Karte)                | Schrankenwärterhaus                                                                                     | |                          |
|    | (Karte)                           | Bahnhof mit zwei Bahnarbeiterhäusern (Am Bahnhof 1 & 3?) und Bahnhofsschuppen (gegenüber dem Bahnsteig) | | Weitere Bilder           |
|    | (Karte)                           | Friedhof, Friedhofskapelle und gusseiserne Grabeinfassungen                                             | |                          |
|    | (Karte)                           | Kirche                                                                                                  | Die Feldsteinkirche entstand vermutlich im 14. Jahrhundert und wurde im 18. Jahrhundert barock überformt. Im Innern befindet sich unter anderem ein Kanzelaltar aus der ersten Hälfte des 18. Jahrhunderts mit einem Säulenaufbau sowie einem gesprengten Giebel mit dem Auge der Vorsehung. Der Kanzelkorb ist im Bodenbereich mit Akanthus verziert, ebenso die vier unteren Kassetten. Darüber sind ein Bischof sowie drei Heiligenfiguren aus der Zeit um 1500 angebracht. | Weitere Bilder           |
|    | Kirchstraße 4 (Karte)             | Stall                                                                                                   | |                          |
|    |                                   | Kriegerdenkmal 1914/1918                                                                                | | Kriegerdenkmal 1914/1918 |
|    | Rothemühler Chaussee (Karte)      | Darre mit Speicher                                                                                      | Forstsamendarre Jatznick | Weitere Bilder           |
|    | Rothemühler Landstraße 20 (Karte) | Wohnhaus mit Stall                                                                                      | |                          |
|    | Rothemühler Landstraße 36 (Karte) | Wohnhaus                                                                                                | |                          |
|    | (Karte)                           | Schornstein auf dem ehem. Ziegelwerksgelände                                                            | |                          |
|    | Straße der Einheit 5 (Karte)      | Pfarrhaus, ehem. Schule                                                                                 | |                          |
|    | Straße der Einheit 48 (Karte)     | Wohnhaus mit Werkstatt und Stall                                                                        | |                          |
|    | Straße der Einheit 58             | Schule                                                                                                  | |                          |
|    | Straße der Einheit 70             | Kate mit Zaun und Vorgarten                                                                             | |                          |
|    | Straße der Einheit (Karte)        | Feuerwehr                                                                                               | |                          |

### Belling
| ID | Lage                  | Bezeichnung                           | Beschreibung                                                            | Bild                        |
| -- | --------------------- | ------------------------------------- | ----------------------------------------------------------------------- | --------------------------- |
|    | Dorfstraße (Karte)    | Spritzenhaus                          |                                                                         |                             |
|    | Dorfstraße 5 (Karte)  | Bauernhaus mit Stallscheune und Mauer |                                                                         |                             |
|    | Dorfstraße 7 (Karte)  | Wohnhaus                              |                                                                         |                             |
|    | Dorfstraße 27 (Karte) | Bauernhaus                            |                                                                         |                             |
|    | Dorfstraße 55 (Karte) | ehem. Schule                          |                                                                         |                             |
|    | Dorfstraße 68 (Karte) | ehem. Mühle und Schornstein           |                                                                         | ehem. Mühle und Schornstein |
|    | (Karte)               | Friedhofsportal und Leichenhalle      |                                                                         |                             |
|    | (Karte)               | Kirche                                | Die evangelische Kirche wurde in der Mitte des 13. Jahrhunderts erbaut. | Kirche                      |

### Blumenhagen
| ID | Lage                               | Bezeichnung                                                                          | Beschreibung | Bild |
| -- | ---------------------------------- | ------------------------------------------------------------------------------------ | ------------ | ---- |
|    | Dorfstraße (Karte)                 | Leichenhalle (auf dem Friedhof)                                                      |              |      |
|    | Dorfstraße                         | Straßenpflaster (von Blumenhagen über Klein Luckow nach Groß Luckow)                 |              |      |
|    | Dorfstraße                         | Kriegerdenkmal                                                                       |              |      |
|    | Dorfstraße 1/2                     | Landarbeiterhaus mit Wirtschaftsgebäude                                              |              |      |
|    | Dorfstraße 4/5                     | Landarbeiterhaus                                                                     |              |      |
|    | Dorfstraße 6/7/8/9/10              | Landarbeiterhaus mit Wirtschaftsgebäude und Pflasterung                              |              |      |
|    | Dorfstraße 11/12/13/14             | Landarbeiterhaus mit Wirtschaftsgebäude und Pflasterung                              |              |      |
|    | Dorfstraße 34                      | Bauernhaus                                                                           |              |      |
|    | Dorfstraße 39                      | Bauernhaus                                                                           |              |      |
|    | Dorfstraße 80/81/82/83/84/85/86/87 | Landarbeiterhaus mit Wirtschaftsgebäude                                              |              |      |
|    | Dorfstraße 96                      | Bauernhaus mit Scheune und 2 Stallspeichern                                          |              |      |
|    | Dorfstraße 102                     | Haustür                                                                              |              |      |
|    | Dorfstraße 114                     | Landarbeiterhaus                                                                     |              |      |
|    | Dorfstraße 115                     | Landarbeiterhaus                                                                     |              |      |
|    | Dorfstraße 124/125                 | Bahnarbeiterhaus mit Wirtschaftsgebäude                                              |              |      |
|    | Dorfstraße 126/127 (Karte)         | Bahnhof                                                                              |              |      |
|    | Dorfstraße (Karte)                 | Schrankenwärterhaus                                                                  |              |      |
|    | Dorfstraße (Karte)                 | Stellwerk (östlich vom Bahnhof)                                                      |              |      |
|    | Dorfstraße (Karte)                 | Stellwerk (westlich vom Bahnhof)                                                     |              |      |
|    | (Karte)                            | Friedhof, Grabstätte Bentz, Grabkreuz Hahnsohn, Grabstätte Flügge, Grabstätte Samuel |              |      |
|    | (Karte)                            | Gutsanlage mit Gutshaus und Anbau, Park und Stallgebäude                             |              |      |
|    | (Karte)                            | Kirche mit Kriegerdenkmal                                                            |              |      |
|    |                                    | Meilenstein                                                                          |              |      |

### Groß Spiegelberg
| ID | Lage                     | Bezeichnung | Beschreibung | Bild |
| -- | ------------------------ | --- | --- | --- |
|    | Dorfstraße 16/17 (Karte) | Landarbeiterhaus | | Landarbeiterhaus |
|    | Dorfstraße 30/31 (Karte) | Landarbeiterhaus mit Stallscheune | | Landarbeiterhaus mit Stallscheune                                                                                       |
|    | Dorfstraße 32 (Karte)    | Landarbeiterhaus | | Landarbeiterhaus |
|    | (Karte)                  | Friedhof, Grabmal Kursch, Grabmal Lieschen Luchterhand, Grabmal Ernst Heinrich Adolf von Winterfeld, Grabmal von Zieten                                    | | Friedhof, Grabmal Kursch, Grabmal Lieschen Luchterhand, Grabmal Ernst Heinrich Adolf von Winterfeld, Grabmal von Zieten |
|    | (Karte)                  | Gutsanlage mit Gutshaus (Dorfstraße 7), Wohnhaus (Dorfstraße 2), Park, Stall, Wirtschaftsgebäude, Inspektorenhaus (Dorfstraße 49), Einfriedung und Scheune | | |
|    | (Karte)                  | Kirche | Die Kirche entstand im 15./16. Jahrhundert aus Feldsteinen, die anschließend verputzt wurden. Im 18. Jahrhundert erneuerten Handwerker die Südwand. Im Innenraum steht unter anderem ein Kanzelkorb aus dieser Zeit. | Kirche |

### Klein Luckow
| ID | Lage               | Bezeichnung                                                                                      | Beschreibung | Bild                 |
| -- | ------------------ | ------------------------------------------------------------------------------------------------ | ------------ | -------------------- |
|    | Dorfstraße (Karte) | Saalgebäude von 1924                                                                             |              | Saalgebäude von 1924 |
|    | (Karte)            | Friedhof, Grabmal Gustav Dreves, Grabstätte Keibel, Grabstätte Keibel II, Grabstätte Keibel-Bode |              |                      |
|    | (Karte)            | Gutsanlage mit Gutshaus, Park und Wirtschaftsgebäude                                             |              |                      |
|    | (Karte)            | Kirche mit Kirchhofmauer                                                                         |              |                      |

### Klein Spiegelberg
| ID | Lage | Bezeichnung     | Beschreibung | Bild |
| -- | ---- | --------------- | ------------ | ---- |
|    |      | Straßenpflaster |              |      |

### Jatznick-Bahnhof
| ID | Lage                          | Bezeichnung                                          | Beschreibung | Bild |
| -- | ----------------------------- | ---------------------------------------------------- | ------------ | ---- |
|    | B 109 (Nähe Jatznick-Bahnhof) | Gedenkstein für den Widerstand gegen den Kapp-Putsch | B 109        |      |

### Sandförde
| ID | Lage                     | Bezeichnung                                                | Beschreibung                                            | Bild                                                       |
| -- | ------------------------ | ---------------------------------------------------------- | ------------------------------------------------------- | ---------------------------------------------------------- |
|    | Chausseestraße 6 (Karte) | Wohnhaus mit Zaun                                          |                                                         |                                                            |
|    | Dorfstraße 17            | Kate                                                       | (gestrichen; Einvernehmen hergestellt: 31. Januar 1997) |                                                            |
|    | Dorfstraße 36 (Karte)    | Wohnhaus                                                   |                                                         | Wohnhaus                                                   |
|    | (Karte)                  | Friedhof (Dorfstraße)                                      |                                                         |                                                            |
|    | Dorfstraße (Karte)       | Spritzenhaus                                               |                                                         | Spritzenhaus                                               |
|    | Dorfstraße 49 (Karte)    | Haustür                                                    |                                                         |                                                            |
|    | Dorfstraße 52 (Karte)    | Fachwerkstall                                              |                                                         |                                                            |
|    |                          | Dorfstraße mit Kopfsteinpflaster, Gehwegen und Baumbestand |                                                         | Dorfstraße mit Kopfsteinpflaster, Gehwegen und Baumbestand |
|    | (Karte)                  | Kriegerdenkmal 1914/1918                                   |                                                         | Kriegerdenkmal 1914/1918                                   |

### Waldeshöhe
| ID | Lage           | Bezeichnung     | Beschreibung | Bild |
| -- | -------------- | --------------- | ------------ | ---- |
|    | Nr. 32 (Karte) | Bauernhaus      |              |      |
|    | Nr. 47 (Karte) | Stallspeicher   |              |      |
|    | Nr. 49 (Karte) | ehem. Forsthaus |              |      |

## Quelle
- Bericht über die Erstellung der Denkmallisten sowie über die Verwaltungspraxis bei der Benachrichtigung der Eigentümer und Gemeinden sowie über die Handhabung von Änderungswünschen (Stand: Juni 1997)

- Karte mit allen Koordinaten:
- OSM |
- WikiMap